# NAMBLA

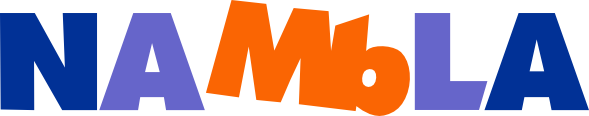
Logo della NAMBLA. La "M" e la "b" in arancione simboleggiano l'unione tra "Men" e "boys"

La North American Man/Boy Love Association, indicata frequentemente attraverso l'acronimo NAMBLA, è un'associazione statunitense in difesa della pedofilia, fondata il 2 dicembre 1978, con sedi a New York e San Francisco, che si oppone alle leggi che vietano rapporti sessuali tra uomini adulti e minori di sesso maschile. L'associazione richiede "l'adozione di leggi che tutelino i minori da esperienze sessuali imposte e che, allo stesso tempo, li lascino liberi di stabilire il contenuto delle proprie esperienze sessuali". Afferma, infatti, che i minori dovrebbero avere il diritto ad avere rapporti con uomini adulti, se lo desiderano.
L'homepage dell'associazione afferma che "NAMBLA non incoraggia, né fornisce riferimenti o assistenza a persone in cerca di contatti sessuali" con minori e che "non è coinvolta in alcuna attività che viola la legge [né] consiglia ad alcuno di farlo".
Dal 1995, le critiche dell'opinione pubblica e l'infiltrazione delle forze dell'ordine hanno profondamente alterato l'organizzazione. La sua sede nazionale è attualmente composta da poco più di un servizio di casella di posta elettronica a San Francisco da cui raramente sono fornite risposte. Alcuni rapporti indicano che il gruppo non ha più regolari incontri nazionali, e che alla fine degli anni novanta l'organizzazione ha scoraggiato la formazione di gruppi locali per evitare l'infiltrazione della polizia.
Le tesi difese dalla NAMBLA sono illegali in innumerevoli Stati, ma la sua esistenza è garantita negli Stati Uniti dal Primo Emendamento della Costituzione che assicura la libertà di parola. Alcune persone riferibili alla NAMBLA sono state coinvolte in scandali penali e l'FBI monitora le azioni degli iscritti da anni.
È la più grande organizzazione facente parte del gruppo Ipce (formalmente International Pedophile and Child Emancipation).

## Piattaforma
NAMBLA si descrive come "un gruppo a supporto delle relazioni intergenerazionali" ed utilizza lo slogan "libertà sessuale per tutti".
Una delle principali argomentazioni del gruppo è che le leggi che regolano l'età del consenso criminalizzano, senza averne la necessità, i rapporti sessuali tra adulti e minori (in particolare, ragazzi). Nel 1980, nel corso di un incontro generale della NAMBLA, è stata approvata la seguente risoluzione, indicata ancora nel 1996 come posizione ufficiale dell'associazione.
(North American Man/Boy Love Association, 1980.)
Secondo Roy Radow, portavoce della NAMBLA, l'associazione si oppone a punizioni corporali, stupri e rapimenti e lo sfruttamento sessuale è motivo di espulsione dal gruppo.

## Storia
NAMBLA è emersa dalla tumultuosa atmosfera politica degli anni settanta del secolo scorso, particolarmente dal movimento di liberazione omosessuale che seguì i moti di Stonewall avvenuti nel 1969 a New York. Sebbene fosse anche aperta una discussione sul sesso tra adulti e minori, i gruppi di attivisti omosessuali si concentrarono sulle vessazioni della polizia, sulla discriminazione nel mondo del lavoro e sull'assistenza sanitaria.
Finché un "circuito sessuale" di ragazzi minorenni non ricevette l'attenzione di una rigorosa indagine giornalistica a Boston nelle ultime settimane del 1977 e la polizia non fece irruzione nella sede della rivista The Body Politic a tematica omosessuale per la pubblicazione di un articolo di Gerald Hannon intitolato Men Loving Boys Loving Men (Uomini che amano ragazzi che amano uomini), l'argomento del sesso tra adulti e minori non guadagnò sufficiente attenzione da condurre alla formazione di un gruppo come NAMBLA.

### La fondazione dell'associazione
Nel dicembre del 1977, la polizia fece irruzione in una casa privata a Revere nella periferia di Boston. Ventiquattro uomini furono arrestati ed incriminati per lo stupro di oltre cento ragazzi di età compresa tra otto e quindici anni. Il procuratore distrettuale della contea di Suffolk Garrett Byrne scoprì che gli uomini avevano adescato i ragazzi con droghe e videogiochi. Una volta nella casa, li avevano fotografati mentre erano impegnati in attività sessuale. Gli uomini erano coinvolti nei rapporti. Byrne dichiarò che l'arresto era solo "la punta dell'iceberg". Gli arresti ricevettero un'intensa copertura mediatica e i giornali locali pubblicarono fotografie e dati personali degli accusati.
I membri della redazione della rivista omosessuale Fag Rag credevano che l'incursione avesse motivazioni politiche. Loro ed altri nella comunità omosessuale di Boston videro la retata di Byrne come una caccia alle streghe anti-gay ed il 9 dicembre organizzarono il Comitato di Boston-Boise, volendo riferirsi nel nome ad un'analoga situazione avvenuta a Boise, nell'Idaho negli anni cinquanta. Il gruppo sponsorizzò manifestazioni, raccolse fondi per la difesa degli imputati e cercò di sensibilizzare l'opinione pubblica in merito attraverso la distribuzione di volantini. Successivamente avrebbe anche prodotto NAMBLA.
Il procuratore distrettuale Garrett Byrne fu sconfitto alle successive elezioni di riconferma. Il suo successore affermò che nessun uomo avrebbe dovuto temere la prigione per aver avuto rapporti sessuali con un adolescente a meno che non ci fosse stata coercizione.
Tutte le accuse furono ritirate ed i pochi che già si erano dichiarati colpevoli o erano già stati giudicati tali, ricevettero soltanto riprovazione.
Il 2 dicembre 1978 Tom Reeves del Comitato di Boston-Boise convocò un incontro chiamato "Man/Boy Love and the Age of Consent". Vi parteciparono approssimativamente 150 persone. Alla sua conclusione, circa una trentina tra uomini e ragazzi decisero di formare un'organizzazione che nominarono North American Man/Boy Love Association o NAMBLA.
All'inizio degli anni ottanta, l'associazione riportava di avere più di 300 affiliati, e contava dell'appoggio di alcune personalità, come lo scrittore Allen Ginsberg, seppur quest'ultimo appoggiò il movimento più per motivi politici legati alla libertà d'espressione che per difesa delle motivazioni da esso supportate.

### Ostracismo
Mesi dopo che NAMBLA fu fondata, nella conferenza che organizzò la prima marcia gay a Washington nel 1979, fu evidente l'opposizione nei suoi confronti da parte del più grande movimento per l'affermazione dei diritti degli omosessuali. Oltre a formare diversi comitati di lavoro, la conferenza delineò il documento politico della manifestazione ("le cinque domande"). Inizialmente, la proposta del Gay Youth Caucus che chiedeva "Pieni diritti per i giovani gay, inclusa la revisione della legge sull'età del consenso" fu accolta; tuttavia al primo incontro del Comitato di coordinamento nazionale (National Coordinating Committee) una delegazione di lesbiche minacciò di non partecipare alla marcia a meno che non fosse adottata una formula sostitutiva. Questa, proposta da una donna lesbica e approvata dalla maggioranza dei delegati, affermava: "Proteggere i giovani gay e le giovani lesbiche da ogni legge utilizzata per discriminarli, opprimerli e/o molestarli nelle loro case, nelle scuole, sul posto di lavoro o nel loro ambiente sociale".
Nel 1980 un gruppo chiamato Lesbian Caucus – Lesbian & Gay Pride March Committee distribuì un volantino in cui si esortava le donne a separarsi dal Gay pride annuale di New York perché si supponeva che il comitato organizzatore fosse dominato dalla NAMBLA e dai suoi sostenitori. L'anno seguente, dopo la minaccia di picchettare da parte di alcune lesbiche, il gruppo gay presso la Cornell University, il Gay PAC (Gay People at Cornell), annullò l'invito rivolto al fondatore di NAMBLA, David Thorstad, cui aveva chiesto di essere l'oratore principale al May Gay Festival. Negli anni seguenti, i gruppi per i diritti degli omosessuali tentarono di impedire a NAMBLA di partecipare alle sfilate del Gay pride, portando Harry Hay, una delle figure principali del movimento, ad indossare la scritta "NAMBLA walks with me" (NAMBLA cammina con me) durante la sfilata del 1986 a Los Angeles.
Dalla metà degli anni ottanta, NAMBLA fu virtualmente la sola a sostenere la propria posizione e si trovò politicamente isolata. Le organizzazioni per i diritti dei gay, gravate da accuse di reclutamento di minori e abusi sui minori, avevano abbandonato il radicalismo dei loro primi anni e avevano "rinuncia[to] all'idea di una politica più inclusiva", cercando di essere maggiormente accattivanti. Nel processo è svanito il supporto per "gruppi percepiti come ai margini della comunità gay", come NAMBLA. Oggi, quasi tutti i gruppi per i diritti dei gay ripudiano ogni legame con NAMBLA, esprimono disapprovazione verso i suoi obiettivi e tentano di impedire a NAMBLA di avere un ruolo in eventi rivolti all'affermazione dei diritti dei gay e delle lesbiche.

### La controversia con l'ILGA
Quanto è accaduto con l'International Lesbian and Gay Association (ILGA) illustra questa opposizione. Nel 1993, l'ILGA, di cui NAMBLA è stata un membro per un decennio, ottenne lo "status consultivo" dall'Organizzazione delle Nazioni Unite (ONU). L'associazione di NAMBLA ad ILGA attirò pesanti critiche e molte organizzazioni gay chiesero che l'ILGA troncasse il legame con NAMBLA. Il senatore repubblicano Jesse Helms avanzò una proposta di legge per bloccare contributi statunitensi all'ONU per 119 milioni di dollari finché il presidente Bill Clinton non potesse certificare che "nessun'agenzia dell'ONU garantisce alcuno status di ufficialità ad organizzazioni che promuovono, condonano o agiscono per la legalizzazione della pedofilia, cioè, l'abuso sessuale di bambini". La proposta fu unanimemente approvata dal Congresso e firmata dal presidente Clinton nell'aprile del 1994.
Nel 1985 l'ILGA aveva approvato una risoluzione che affermava che "i giovani hanno il diritto all'auto-determinazione sociale e sessuale e le leggi che stabiliscono l'età del consenso spesso operano per opprimere e non per proteggere". Nonostante questa intesa apparente con NAMBLA, l'ILGA espulse nel 1994 a grande maggioranza (214 voto a favore dell'espulsione, 30 contrari) NAMBLA ed altri due gruppi (MARTIJN and Project Truth), giudicandoli come "prevalentemente diretti a supportare e promuovere la pedofilia". Nonostante ciò, l'ONU fece retromarcia e negò lo status consultivo all'associazione, status che successivamente l'ILGA ha acquisito nel 2006.
Gregory King di Human Rights Campaign ha successivamente affermato che "NAMBLA non è un'organizzazione gay ... Non sono parte della nostra comunità e noi rifiutiamo completamente i loro sforzi di insinuare che la pedofilia sia una questione correlata alla richiesta di diritti civili per i gay e le lesbiche. NAMBLA rispose affermando che "l'amore tra uomini e ragazzi è per definizione omosessuale", che "uomini e ragazzi amanti sono parte del movimento gay e centrali nella storia e cultura gay" e che "gli omosessuali che affermano che 'non è gay' essere attratti da ragazzi adolescenti sono tanto ridicoli quanto gli eterosessuali che dicono che 'non è eterosessuale' essere attratti da ragazze adolescenti".

### Gli anni novanta
Nel 1994 la Gay & Lesbian Alliance Against Defamation (GLAAD) ha adottato una dichiarazione, la Position Statement Regarding NAMBLA, in cui afferma che "deplora gli obiettivi della North American Man Boy Love Association's (NAMBLA), che includono l'appoggio al sesso tra uomini adulti e ragazzi e la rimozione della protezione legale per i bambini. Questi obiettivi costituiscono una forma di abuso nei confronti dei bambini e sono ripugnanti per GLAAD". Sempre nel 1994, il consiglio di Amministrazione della National Gay and Lesbian Task Force (NGLTF) ha adottato una risoluzione sulla NAMBLA che dice: "NGLTF condanna ogni [forma di] abuso dei minori, sia sessuale, sia di altro tipo, perpetrato da adulti. Di conseguenza, NGLTF condanna gli obiettivi della NAMBLA e di ogni altra analoga organizzazione".
Nel 1996 il cofondatore dell'associazione David Thorstad si è lamentato che "il Bollettino si sta trasformando in una rivista semi-pornografica per pedofili". Altri membri hanno insistito sul fatto che solo una minoranza all'interno del gruppo sarebbe costituita da pedofili, mentre in maggioranza sarebbero dei pederasti.
La documentazione raccolta durante il processo "Curley contro NAMBLA ed altri" forniscono ulteriori informazioni sulla struttura e le attività della NAMBLA. Nel marzo del 2003, il giudice George O'Toole della corte federale del Massachusetts trovò che negli anni novanta (il periodo preso in esame da parte della corte), la NAMBLA fu controllata da un Comitato direttivo nazionale, "un gruppo che di solito ha diretto con decisione le attività di sensibilizzazione della NAMBLA".
Gli atti del processo fanno luce inoltre su alcune attività della NAMBLA; in essi leggiamo:
The Steering Committee, through several of its members, also formed "Zymurgy, Inc.," a Delaware corporation, which was operated as a profit-making arm of NAMBLA. Although the defendants describe the Bulletin, Gayme Magazine, Ariel's Pages, and Zymurgy, Inc. as separate and distinct from NAMBLA, it appears from the materials submitted, including minutes of Steering Committee meetings, that the Steering Committee controlled all of these entities, providing monies to initiate and support various projects and freely transferring funds among them.
In addition to managing NAMBLA's financial matters, the Steering Committee also directed the association's policy, political, legal, and public relations efforts. Steering Committee members held frequent meetings and retreats during which they discussed NAMBLA's public image, formulated the association's outreach efforts, and nominated spokespersons. Members of the Steering Committee in close coordination with each other, created and maintained NAMBLA's website, and wrote, marketed, sold, and otherwise disseminated a variety of publications. Working in Massachusetts, William Andriette served as the editor of the Bulletin and Gayme Magazine. He did not act alone but rather under the supervision of the Steering Committee in producing these publications and in holding himself out as a NAMBLA spokesman.
Il Comitato direttivo, attraverso diversi suoi membri, ha anche costituito la "Zymurgy, Inc.", una corporation in Delaware, che è stata gestita come un braccio della NAMBLA a scopo di lucro. Sebbene gli imputati descrivano il Bulletin, Gayme Magazine, Ariel's Pages e Zymurgy, Inc. come separati e distinti dalla NAMBLA, risulta dai materiali presentati, compresi i verbali delle riunioni del comitato direttivo, che quest'ultimo controllava tutte queste entità, che fornivano i fondi per avviare e sostenere i vari progetti e che liberamente si scambiavano fondi tra di esse.
Oltre a gestire le questioni finanziarie della NAMBLA, il Comitato direttivo ha anche diretto la linea politica, gli impegni politici, legali e di pubbliche relazioni dell'associazione. I membri del Comitato direttivo hanno tenuto incontri frequenti durante i quali hanno discusso dell'immagine pubblica della NAMBLA, impostato l'attività di sensibilizzazione dell'associazione e nominato dei portavoce. I membri del Comitato direttivo in stretta coordinazione l'un con l'altro, hanno creato e curato il sito web dell'associazione ed hanno scritto, evidenziato, venduto e diffuso una varietà di pubblicazioni. Operando in Massachusetts, William Andriette ha edito il Bulletin ed il Gayme Magazine. Nella produzione di tali pubblicazioni non ha agito da solo, bensì sotto la supervisione del Comitato direttivo, rivestendo il ruolo di portavoce della NAMBLA.
Oltre alla supervisione ed al sostegno finanziario fornito da tutto il Comitato direttivo, il contenuto del Bulletin è stato diretto da un comitato di redazione (il "Bulletin Collective") composto da membri della NAMBLA di tutto il Paese che hanno scritto e revisionato gli articoli, selezionato le fotografie e i disegni e partecipato alla coordinazione della produzione e distribuzione della pubblicazione.»
(George O'Toole, Memorandum and Order on Motions to Dismiss, 2003.)
Gayme Magazine era un periodico pubblicato dalla NAMBLA durante gli anni Noventa che fu coinvolto in querele per oscenità. Hakim Bey era un contributore della rivista.
Il giudice O'Toole trovò che David Thorstad, Dennis Bejin, Joe Power, David Miller (conosciuto anche come David Menasco), Peter Melzer (conosciuto anche come Peter Herman), Arnold Schoen (conosciuto anche come Floyd Conaway), Dennis Mintun, Chris Farrell, Tim Bloomquist, Tecumseh Brown, Gary Hann, Peter Reed, Robert Schwartz, Walter Bieder e Leyland Stevenson erano o erano stati membri del Comitato direttivo della NAMBLA o avevano ricoperto altri ruoli principali nell'organizzazione.

### Oggi
Recentemente, un articolo giornalistico ha suggerito che praticamente il gruppo non esista più e che l'associazione consista solo in un sito web mantenuto da pochi entusiasti. NAMBLA detiene un sito web che mostra indirizzi a New York e San Francisco ed un contatto telefonico di New York e vende pubblicazioni, compreso un bollettino dell'associazione.

## Critiche
Gli oppositori alla NAMBLA argomentano che i bambini ed i ragazzi nella fase pre-adolescenziale non sono in grado di fornire il proprio consenso a una relazione sessuale. Inoltre, la differenza di forza tra l'adulto ed il minore, renderebbe pericolosa per quest'ultimo una tale relazione, che potrebbe condurre allo sfruttamento del minore.
Molti gruppi che operano per ridurre gli abusi su minori, gruppi religiosi, organizzazioni anti-pedofilia ed anti-abusi, agenzie investigative ed altri vedono la NAMBLA come un elemento di facciata per lo sfruttamento sessuale minorile ed affermano che essa funge da luogo di ritrovo per pedofili, pederasti e loro simpatizzanti.
Agenti della legge e professionisti dell'area della salute mentale affermano inoltre che, nonostante il piccolo numero di membri della NAMBLA, essa provochi, tramite internet, un pericoloso effetto di riverbero nel convalidare e suffragare l'atteggiamento di coloro che abusano di bambini.
(Gregg Michel, psicologo, San Diego.)
Membri della NAMBLA si sono trovati coinvolti in azioni illegali legate alla pederastia (ricevendo risalto sulla stampa statunitense ed internazionale).

## Indagini poliziesche e procedimenti giudiziari

### NAMBLA e la rete internazionale di pedofilia
La NAMBLA, ed i suoi membri, sono stati spesso coinvolti in crimini collegati alla pedofilia. Nel 2005, un'operazione dell'FBI arrestò diversi membri della NAMBLA che negoziavano viaggi in Messico, con il fine di visitare i ragazzi come fossero merce destinata a pratiche sessuali.. Sette membri della NAMBLA, accusati di atti criminali, costituiscono una quantità rilevante della società di allora: un dentista di Dallas, un professore specializzato di Pittsburgh, un professore sostituto della Carolina del Sud, un libero professionista del Nuovo Messico, un commissario di bordo (e psicologo) di Chicago, un operaio e un personal trainer, entrambi della Florida. Inoltre venne arrestato un chiropratico di Fullerton, egli era un pastore-assistente in una chiesa protestante.
Anche nel 2005 furono trovati indizi che collegavano un prete cattolico coinvolto in abusi sessuali di minorenni alla NAMBLA.

### La causa: Curley contro NAMBLA
Nel 2000, Robert e Barbara Curley intentarono causa contro NAMBLA. Secondo l'accusa, Charles Jaynes e Salvatore Sicari, condannati per l'omicidio di Jeffrey Curley, figlio di Robert e Barbara, avrebbero "inseguito ... torturato, ucciso e mutilato il corpo [del ragazzo] intorno al 1º ottobre 1997. In base alle informazioni acquisite ed a quanto da esse dedotto, immediatamente prima dei suddetti atti, Charles Jaynes effettuò un accesso al sito web della NAMBLA presso la Boston Public Library". Secondo la polizia, al momento dell'arresto Jaynes possedeva otto fascicoli di una pubblicazione NAMBLA in casa sua. Durante l'azione legale, l'accusa sostenne che "NAMBLA funge da canale per una rete sotterranea di pedofili negli Stati Uniti, che usano l'associazione, i suoi contatti ed Internet per ottenere pornografia infantile e promuovere attività pedofila". Nel suo diario Jaynes scrisse: "Questo fu un punto di svolta nella scoperta di me stesso.... Il Bollettino della NAMBLA mi aiutò a diventare conscio della mia sessualità e ad accettarla [...]".
Citando i casi in cui membri della NAMBLA sono stati condannati per reati sessuali contro bambini, Larry Frisoli, l'avvocato che rappresenta i signori Curley, sostenne che l'associazione è un "terreno di formazione" per adulti che vogliono sedurre bambini, in cui gli uomini si scambiano strategie su come trovare ed adescare bambini per soddisfare i propri bisogni sessuali. Affermò inoltre che NAMBLA avesse venduto attraverso il suo sito web ciò che chiamò "Il manuale per stuprare e fuggire" (The Rape and Escape Manual) che descrive in modo dettagliato come evitare di essere scoperti e perseguiti. L'American Civil Liberties Union (ACLU), intervenne nella causa per difendere NAMBLA ritenendo che fosse messa in pericolo la libertà di espressione. Tuttavia, fu estromessa dal giudizio poiché NAMBLA è un'associazione senza personalità giuridica. John Reinstein, direttore della sede in Massachusetts della ACLU, dichiarò che sebbene NAMBLA "possa esaltare un comportamento attualmente illegale", non c'è nulla sul suo sito web che "patrocini o inciti il commettere alcun reato, compresi l'omicidio o lo stupro". I signori Curley continuarono la causa di richiesta danni (wrongful death action) nei confronti dei membri della NAMBLA, alcuni dei quali attivi nella guida del gruppo; tra di essi, David Thorstad cofondatore dell'associazione e noto scrittore. Sostennero inoltre che Jaynes e Sicari fossero membri dell'associazione.
Nell'aprile del 2005, le cause erano ancora in corso presso la corte federale del Massachusetts. L'ACLU sosteneva che le cause violassero il Primo emendamento della Costituzione degli Stati Uniti, che sancisce il diritto alla libertà di espressione. Il processo fu lasciato cadere nell'aprile del 2008, dopo che il giudice decise che un testimone chiave non era ammissibile.

## Esponenti e simpatizzanti celebri
- Allen Ginsberg, celebre poeta statunitense, difese ripetutamente la NAMBLA e ne fu membro;[36]
- Harry Hay, attivista politico e militante LGBT, si dichiarò favorevole alla partecipazione della NAMBLA al gay pride e supportò pubblicamente l'associazione.[37][38]